# Peel Engineering

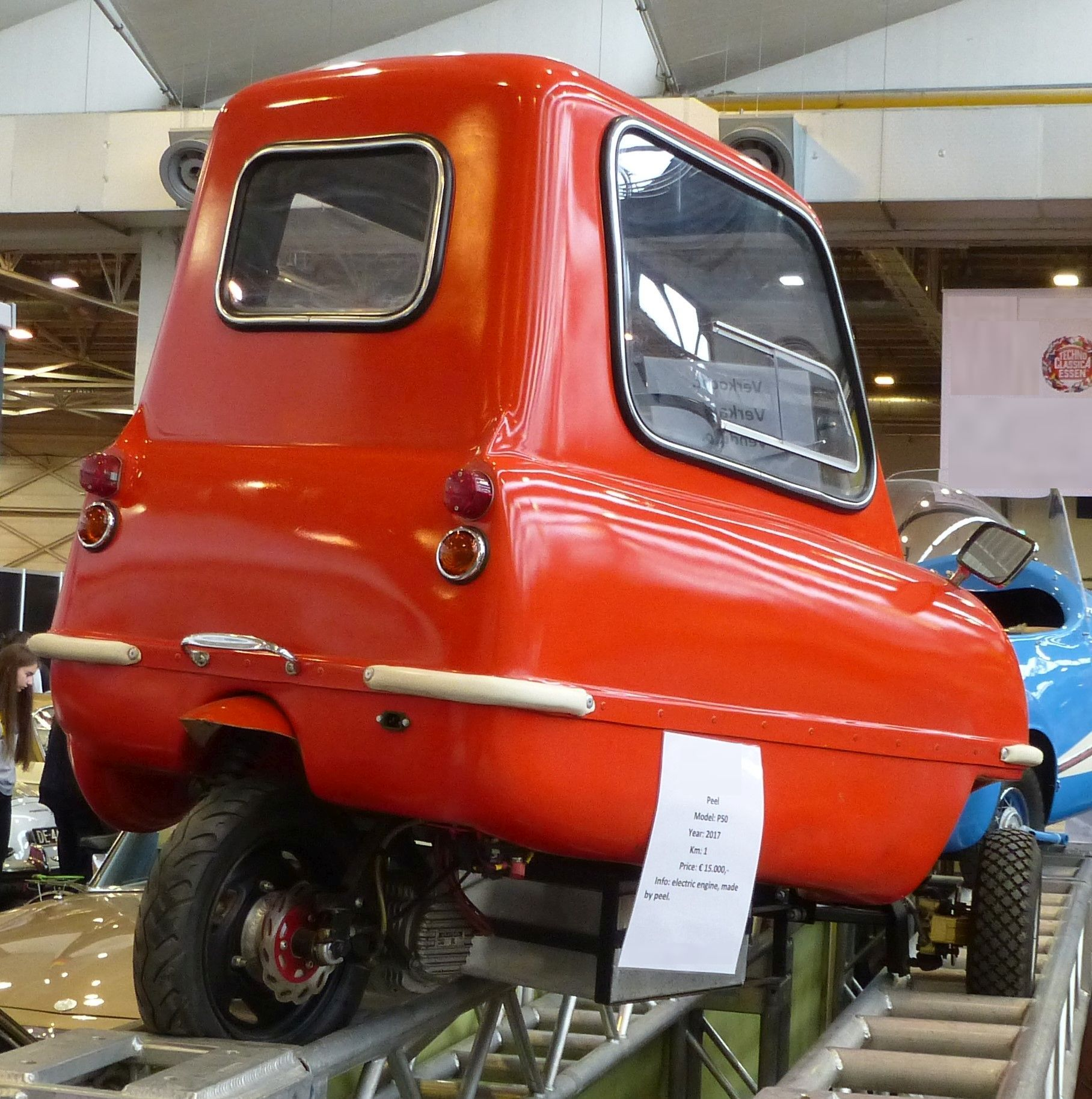
Peel P50. Weder Motor noch Auspuff an der rechten Seite, dafür Elektromotor am Hinterrad.

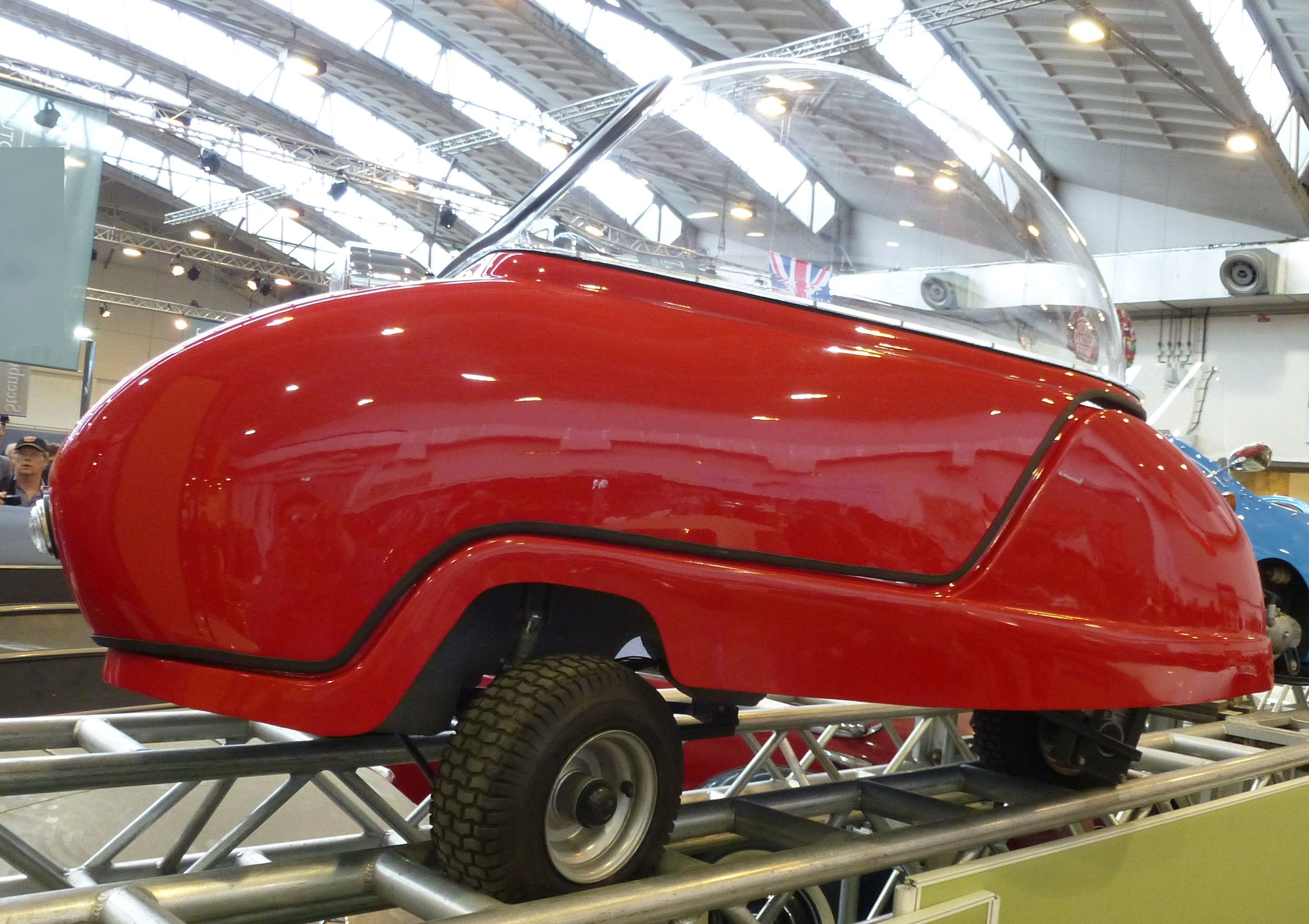
Peel Trident. Ebenfalls mit Elektromotor.

Peel Engineering Limited ist ein englischer Hersteller von Kleinstwagen. Ein Unternehmen gleichen Namens auf der Isle of Man wurde 1974 aufgelöst.

## Unternehmensgeschichte
Gary Hillman gründete am 2. Oktober 2008 das Unternehmen in London. Er begann mit der Produktion von Automobilen. Der Markenname lautet Peel. Seit dem 13. Oktober 2009 befindet sich der Unternehmenssitz in Sidcup. Am 15. Dezember 2009 wurde Faizal Khan zweiter Direktor. Bis 2011 ist eine Produktionszahl von etwa 33 Fahrzeugen überliefert.

## Fahrzeuge
Das Angebot umfasst zwei Modelle, die Fahrzeugen aus den 1960er Jahren von der Peel Engineering Company nachempfunden sind. Für beide Modelle stehen sowohl ein Ottomotor mit 49 cm³ Hubraum als auch ein Elektromotor zur Verfügung. Es sind jeweils Dreiräder mit einem hinteren Einzelrad.
Das dem Peel P50 entsprechende Modell ist ein kleiner Einsitzer. Es ist 1371 mm lang, 1041 mm breit und 1200 mm hoch.
Die Nachbildung des Peel Trident ist etwas größer und bietet Platz für zwei Personen. Sie ist 1829 mm lang und 1067 mm breit.